# Grand Prix Formule 1 van Duitsland 1971
De Grand Prix Formule 1 van Duitsland 1971 werd gehouden op 1 augustus 1971 op de Nürburgring.

## Uitslag
| Positie | Nummer | Rijder             | Team                  | Ronden | Tijd/Opgave       | Startplaats | Punten |
| ------- | ------ | ------------------ | --------------------- | ------ | ----------------- | ----------- | ------ |
| 1       | 2      | Jackie Stewart     | Tyrrell-Ford          | 12     | 1:29:16.3         | 1           | 9      |
| 2       | 3      | François Cevert    | Tyrrell-Ford          | 12     | 30.1              | 5           | 6      |
| 3       | 6      | Clay Regazzoni     | Ferrari               | 12     | 37.1              | 4           | 4      |
| 4       | 5      | Mario Andretti     | Ferrari               | 12     | + 2:05.0          | 11          | 3      |
| 5       | 15     | Ronnie Peterson    | March-Ford            | 12     | + 2:29.1          | 7           | 2      |
| 6       | 25     | Tim Schenken       | Brabham-Ford          | 12     | + 2:58.6          | 9           | 1      |
| 7       | 7      | John Surtees       | Surtees-Ford          | 12     | + 3:19.0          | 15          |        |
| 8       | 9      | Reine Wisell       | Lotus-Ford            | 12     | + 6:31.7          | 17          |        |
| 9       | 24     | Graham Hill        | Brabham-Ford          | 12     | + 6:37.0          | 13          |        |
| 10      | 12     | Rolf Stommelen     | Surtees-Ford          | 11     | + 1 Ronde         | 12          |        |
| 11      | 22     | Vic Elford         | British Racing Motors | 11     | + 1 Ronde         | 18          |        |
| 12      | 17     | Nanni Galli        | March-Alfa Romeo      | 10     | + 2 Rondes        | 21          |        |
| DNF     | 8      | Emerson Fittipaldi | Lotus-Ford            | 8      | Olielek           | 8           |        |
| DSQ     | 21     | Jo Siffert         | British Racing Motors | 6      | Gediskwalificeerd | 3           |        |
| DNF     | 10     | Chris Amon         | Matra                 | 6      | Ongeluk           | 16          |        |
| DNF     | 14     | Henri Pescarolo    | March-Ford            | 5      | Ophanging         | 10          |        |
| DNF     | 20     | Peter Gethin       | McLaren-Ford          | 5      | Ongeluk           | 19          |        |
| DNF     | 18     | Denny Hulme        | McLaren-Ford          | 3      | Brandstoflek      | 6           |        |
| DSQ     | 28     | Mike Beuttler      | March-Ford            | 3      | Gediskwalificeerd | 22          |        |
| DNF     | 23     | Howden Ganley      | British Racing Motors | 2      | Motor             | 14          |        |
| DNF     | 16     | Andrea de Adamich  | March-Alfa Romeo      | 2      | Injectie          | 20          |        |
| DNF     | 4      | Jacky Ickx         | Ferrari               | 1      | Ongeluk           | 2           |        |
| DNQ     | 27     | Jo Bonnier         | McLaren-Ford          |        |                   |             |        |

## Statistieken
| Pole-position | Jackie Stewart  | Tyrrell-Ford | 7:19.0  |
| Snelste ronde | François Cevert | Tyrrell-Ford | 7:20.10 |

## Noot
- Dit was het debuut van de Oostenrijkse coureur Helmut Marko.
- Tiende pole position voor Jackie Stewart.
- Eerste snelste ronde voor François Cevert.

1931 · 1932 · 1934 · 1935 · 1936 · 1937 · 1938 · 1939 · 1951 · 1952 · 1953 · 1954 · 1956 · 1957 · 1958 · 1959 · 1961 · 1962 · 1963 · 1964 · 1965 · 1966 · 1967 · 1968 · 1969 · 1970 · 1971 · 1972 · 1973 · 1974 · 1975 · 1976 · 1977 · 1978 · 1979 · 1980 · 1981 · 1982 · 1983 · 1984 · 1985 · 1986 · 1987 · 1988 · 1989 · 1990 · 1991 · 1992 · 1993 · 1994 · 1995 · 1996 · 1997 · 1998 · 1999 · 2000 · 2001 · 2002 · 2003 · 2004 · 2005 · 2006 · 2008 · 2009 · 2010 · 2011 · 2012 · 2013 · 2014 · 2016 · 2018 · 2019